# Битва при Карнале
Битва при Карнале — кульминация Индийского похода Надир-шаха против империи Великих Моголов. Сражение считается венцом военной карьеры Надира, а также тактическим шедевром. Сражение произошло вблизи Карнала, в 110 км к северу от Дели.
После завоевания востока Афганистана и захвата Кабула и Пешавара Надир повёл свои войска на юг, в сторону столицы Моголов Дели. В Дели Мухаммад Шах собрал очень большую силу, с которой он шёл на север, пока его громоздкая армия не застопорилась в Карнале. Надир дал бой моголам и одержал сокрушительную победу. В ходе переговоров после катастрофического поражения Мухаммед Шах согласился выплатить большую контрибуцию в обмен на поддержание контроля над своими землями. Однако Надир заставил императора Моголов полностью подчиниться и вступил в Дели, где разграбил казну Моголов. Восстание граждан Дели против солдат Надира закончилось кровавой бойней, весь город был разграблен. Разорение Дели заставило Надира издать указ о снятии налогов с горожан на три года. Персидская армия вскоре после этого покинула город, оставив 30 000 убитых горожан. Мухаммад Шах был вынужден уступить персам все свои земли к западу от Инда.
В результате поражения империи Моголов при Карнале уже находившаяся в кризисе династия Моголов была критически ослаблена до такой степени, чтобы её крах стал близким. Также, возможно, губительные последствия вторжения Надира в Индию ускорили захват полуострова европейскими колонизаторами.

## Повод к войне
Северные пограничные районы империи Моголов были популярным местом сосредоточения множества афганских наёмников и полевых командиров, которые были разгромлены в многочисленных кампаниях Надира в Афганистане. Надир направил ряд обращений местным правителям и государственным деятелям Северной Индии с требованиями выдать этих беглецов ему. В период после его завоевания Афганистана Надир искал предлог для вторжения в империю Великих Моголов. Естественно, он использовал эту возможность, чтобы замаскировать своё вторжение под «охоту» на афганцев, нашедших убежище в пересечённой местности северного царства Моголов.
Следует также отметить, что Надир был в контакте с одним из главных министров Моголов, Асаф Джахом I, которого некоторые обвиняли в предательстве императора Моголов. Вполне возможно, что Азаф Джах фактически спровоцировал вторжение Надира, но это предположение остаётся неподтверждённым.
Фактически вторжение Надира было неизбежным. Государство Великих Моголов явно не имело возможности найти и посадить в тюрьму афганских беглецов в приграничных регионах. В любом случае, намерение Надира атаковать Индию не изменилось бы, даже если бы Моголы попытались удовлетворить его требования.

## Начало вторжения
С началом вторжения Надира преданно сопровождал его грузинский вассал и будущий король Грузии Ираклий II, который возглавлял грузинский контингент в персидской армии. Узнав о подходе Надир-шаха из Кандагара, губернатор Пешавара и Кабула собрал армию из 20000 солдат, в основном афганских наёмников, чтобы встретить персов. Афганцы выбрали отличную позицию — узкий Хайберский проход, в котором было невозможно развернуть большую армию. Однако Надир не стал атаковать в лоб, а предпринял переход с 10000 всадников через параллельный Хайберскому перевал и, выйдя в тылу афганских войск, ударил по врагу. Афганцы были разгромлены и бежали, и  персам открылась дорога в северные земли империи Моголов.
16 ноября 1739 года Надир выступил с авангардом из Пешавара в южном направлении, в сторону реки Синд в Пенджабе. После переправы через реку персидская армия обрушилась на беззащитную деревню на пути к Лахору, все уничтожая на своём пути. Губернатор Лахора надеялся укрыться за высокими городскими стенами. Но Надир атаковал его с неожиданной стороны с такой силой, что после всего лишь одного дня сопротивления губернатор сдался. Подарок в два миллиона рупий шаху обеспечил губернатору продолжение управления городом уже под властью Надира.

## Мухаммад Шах собирает большую армию
Новость о серии завоеваний Надира вызвала испуг при дворе Мухаммад Шаха в Дели. Асаф Джах I был вызван к императору, ему было поручено собрать армию по всей северной Индии. 13 декабря армия Моголов выдвинулась из Дели, чтобы противостоять вторжению персов на севере. Грандиозность могольской армии была такова, что длина каждой колонны составляла 25 км, а ширина — 3 км. Сам Мухаммад Шах возглавил армию. Из-за громоздкости армии Мухаммад Шах не мог двинуть свои силы дальше, чем до Карнала, примерно в 120 км к северу от Дели.
В общей сложности Мухаммад Шах собрал 300,000 солдат, оснащённых 3,000 орудий, при поддержке 2,000 боевых слонов. Несмотря на многочисленность, армия Моголов была устаревшей и строилась на устаревших тактических схемах. Почти все оружие в армии было слишком громоздким, например, калибр полевой артиллерии практически не позволял маневрировать ею во время боя и требовал очень долгого времени для перезарядки. Артиллерия Надира была легче и гораздо более маневренна, а замбураки — лёгкие пушки, установленные на верблюдах, — добавляли ей мобильной огневой мощи. В отличие от пехоты Моголов, все 20,000 персидских стрелков (jazyarechi) были опытны и однородно организованы. 50,000 могольских всадников были превосходного качества, но не имели чёткой структуры и слабо управлялись. Персидская же кавалерия состояла из двух подразделений, была проверена в боях и хорошо управляема.
Надер разослал 6,000 курдских всадников с целью сбора разведывательной информации и захвата пленных для допроса. Курды устроили засаду на могольских артиллеристов, похитили несколько солдат и увезли их в лагерь, где их допросили. Оставив основную часть своих сил под командованием своего сына, Насролла-мирзы, Надир собрал меньшую силу и продвинулся к старой крепости Азимабад, всего в 32 км от Карнала. Азимабад быстро сдался после того, как персидские орудия были выстроены напротив крепостных стен.
Здесь Надир встретился с командиром 6-тысячного курдского разведывательного отряда, от которого он получил информацию о географии окрестностей Карнала и расположении войск Моголов. Он решил расположить свои силы далеко к востоку от лагеря Моголов и принудить Мухаммед Шаха к бою в выгодном для себя месте.

## Битва

### Развертывание сил
23 февраля персидская армия свернула лагерь и вошла в долину между реками Алимардан и Джамна. Расположившись к северу от села Канджпура, Надир выехал осматривать позиции противника. По возвращении в лагерь он созвал всех офицеров для выступления. Позже в тот же день Надир получил вести о большом контингенте армии Моголов, марширующем через Панипат с целью присоединения к армии Мухаммада Шаха. Во главе контингента следовал доверенный Мухаммад Шаха и высокопоставленный деятель империи Моголов Саадат Хан. Надир начал придумывать варианты действий, чтобы выманить главную армию Моголов через реку Алимардан, в долину, до села Канджпура, где он намеревался дать бой из выгодной позиции.
Утром 24 февраля Надир разделил своих людей на три основных группы. Центр армии был расположен к северу от деревни Канджпура лицом на запад и под командованием сына Надира, Муртаза-мирзы (который позже будет переименован в Насролла Кули в честь его достижений в предстоящем бою). На севере от позиций Муртаза-мирзы Тахмасп-хан Джалайер командовал правым флангом армии, в то время как на юге объединённое командование третьей группой войск было отдано Фатх Али-хану и Лотф Али-хану Афшарам.
В это время Саадат Хан получил новости, что арьергард его колонн подвергся атаке, и обоз был захвачен врагом. Хотя Саадат Хану удалось добраться до лагеря Моголов поздно ночью, большая часть его сил, около 20-30,000 солдат, по-прежнему были в пути. Не посоветовавшись с Мухаммад Шахом и другими командирами, Саадат Хан немедленно оседлал боевого слона и отправился против персов. Его сопровождали 2000 всадников и пехотинцев, в дополнение к многочисленным артиллерийским подразделениям, которые следовали позади него. По пути его контингент рос. Саадат Хан атаковал обособленные персидские конные части, дислоцированные в непосредственной близости от района, которые устроили мнимое отступление, выманивая армию Моголов к востоку. Отправив в лагерь вестовых, Саадат Хан получил подкрепление, чтобы добиться победы.
По мере того, как отчёты о рейде Саадат Хана достигали командования армии Моголов, росли разногласия относительно того, следует ли атаковать персов или лучше занять оборонительные позиции. Мухаммад Шах был готов присоединиться к Саадат Хану, в то время как два его главных советников, Азиф Джах I и Хан Довран, рекомендовали соблюдать осторожность и не принимать необдуманных решений. Мухаммад Шах обвинил Хан Доврана в трусости, на что тот ответил рьяно, надевая доспехи и седлая боевого слона, чтобы доказать свою храбрость. Хан Довран выдвинулся во главе 8000-9000 солдат, в основном кавалерии, и пересёк реку Алимардан. В итоге отряды Моголов за рекой оказались без единого командования и чёткого построения, без тактического плана.

### Надир атакует Моголов в центре и на левом фланге
Заметив продвижение Саадат Хана в направлении персидского центра, Надир-шах приказал замбуракам (лёгкой артиллерии на верблюдах) выдвинуться на переднюю линию, чтобы максимизировать огневую мощь. Лично командуя 1000 всадников из клана Афшар, он развернул три элитных подразделения кавалерии и вооружённых мушкетами Jazāyerchi в непосредственной близости от деревни Канджпура. Эти единицы (по 1 тысяче каждая) были поддержаны замбураками. Отправив два подразделения стрелков с целью отвлечения наступления Моголов на персидской центр, Надир отправил другое подразделение, чтобы рассечь войска Хан Доврана и в конечном счёте заманить их к персидскому левому флангу, где их ожидала засада в районе Канджпуры.
Саадат Хан приостановил своё продвижение в ожидании подкрепления Хан Доврана, но блестящая отвлекающая тактика Надира уводила войска Доврана от сил Саадат Хана, и Саадат Хан был вынужден возобновить своё продвижение на восток в одиночку. Одновременно Азиф Джах начал формировать своих людей за рекой Алимардан в попытке поддержать атакующие войска резервами.
Персидский центр с нетерпением ожидал подхода людей Саадат Хана с заряженными ружьями и пушками. По мере того как Моголы вошли в диапазон обстрела, конный заслон персов расступился и обнажил линию jazayerchi с заряженными мушкетами. Одновременный залп мушкетёров произвёл сокрушающее воздействие на ряды Моголов. Однако войска Саадат Хана проявили храбрость и выстояли, продолжив давление на персидский центр.

### Засада в Канджпуре
Далее к югу, где в деревне Канджпура находился персидский левый фланг, войска Хан Доврана шли прямо в руки Надира, в тщательно спланированную засаду. Внезапное появление персидских войск, вышедших из-за деревни навстречу врагу, деморализовало Моголов. Залпы персидской артиллерии и стрелков произвели невероятное разрушение в рядах Моголов солдат.
Надир наблюдал резню Моголов из-за главной линии стрелков Jazāyerchi, которые поддержали засаду перекрёстным огнём. Тяжёлые пули мушкетов легко пробивали броню боевых слонов, и многие дворяне Моголов были убиты и захвачены в плен. Сам Хан Довран был тяжело ранен и упал со своего слона.
Тахмасп-хан Джалайер, командующий правым флангом персов и до того не вступавший в бой, стал разворачивать свои силы вокруг левого фланга Саадат Хана. После двух часов интенсивных боевых действий в центре боевой слон Саадат Хана столкнулся с другим слоном, и, пользуясь этим, персидский солдат взобрался на спину слона Саадат Хана и принудил его к сдаче. Многие солдаты Моголов последовали его примеру, часть в панике побежала на запад. Основа армии Моголов была уничтожена, а остальные бежали через реку Алимардан. Персы организованно преследовали врага до самой реки. Не желая атаковать Моголов за рекой, Надир дал приказ войскам остановиться.
Далее Надир разослал войска по периметру лагеря Моголов, чтобы сформировать кольцо блокады, прервав логистические линии врага. Новость о пленении Саадат Хана и слухи о смерти Хан Доврана наряду со многими другими высокопоставленными офицерами Моголов вызвали крах боевого духа армии. Потеря надежды на спасение привела к бунту нескольких групп солдат, которые начали грабить лагерь.

### Потери и последствия
Моголы понесли гораздо более тяжёлые потери, чем персы. Точные цифры не известны, так как источники того времени были склонны к преувеличению. Современные источники указывают цифры в 30000 человек убитыми, по данным историков (в частности, М. Эксуорси) — примерно 10000 погибших. Сам Надир утверждал, что его армия убила 20000 врагов и пленила «намного больше». Число убитых офицеров Моголов составило 400.
Число жертв вызвало отчаяние среди остальных Моголов, которые в результате сокрушительного поражения были не в состоянии поддерживать дисциплину. Вскоре после того, как рухнул моральный дух, солдаты разграбили собственный лагерь. Одной из самых болезненных потерь был Хан Довран. Он был доставлен обратно тяжело раненным, и его верные вассалы не могли даже найти место, где его можно было бы положить. Азиф Джах из-за давней вражды пришёл к умирающему Доврану и посмеялся над ним перед смертью. Хан умер в тот же вечер в окружении своих немногих оставшихся в живых последователей.
Недавние исследования дают оценку общего числа персидских потерь в 1100 человек, в том числе 400 убитых и 700 раненых.
Саадат Хан был доставлен к Надиру в тот же вечер. Хан посоветовал шаху призвать Азиф Джаха для переговоров. Вскоре после этого Азиф Джах и его свита прибыли в лагерь Надира.
Несмотря на то, что встреча была изначально напряжённой (послы Моголов прибыли в броне вместо обычной одежды), Надир проявил выдержку и наедине обсудил с Азиф Джахом вопросы мира. Надир произвёл впечатление на Азиф Джаха, и тот согласился на уплату империей контрибуции персидской короне. После разговора с ним Надир потребовал личного присутствия императора Моголов в персидском лагере.
26 февраля император Моголов встретился с Надир-шахом. Надир проявил к Мухаммад Шаху уважение, достойное императора, и беседовал с ним по-тюркски. После завершения переговоров Моголы вернулись в лагерь к западу от реки Алимардан.
Острый спор возник о том, кто заменит Хан Доврана на его посту. Мухаммад Шах предложил Азиф Джаха, что вызвало гнев многих других знатных сановников, главным среди них был Саадат Хан. Считается, что Саадат Хан вступил в тайную переписку с Надиром и подстрекал шаха идти в Дели, чтобы получить гораздо большую контрибуцию от Мухаммад Шаха.

## Разграбление Дели
В начале марта Надир вызвал Азиф Джаха ещё раз и в одностороннем порядке объявил предыдущие соглашения недействительными. Азиф Джах протестовал, но был вынужден написать Мухаммад Шаху и молить его ещё раз прибыть в персидский лагерь. Мухаммад Шах подчинился, а затем остался в лагере Надира.

### Персидская оккупация Дели
Надир вступил в Дели с Мухаммад Шахом в качестве своего вассала 20 марта 1739 года. Шаха сопровождали 20000 гвардейцев и 100 боевых слонов. По мере того, как завоеватели вступали в Дели, им салютовали пушки с городских стен. Персы получили роскошный приём во дворце шаха Мухаммада. Саадат Хан поручил Надиру собирать налоги с граждан Дели и сделал все возможное, чтобы угодить шаху в попытке снискать его расположение. После унизительного поражения Саадат Хана при Карнале его открытая нелояльность к своему императору вылилась в подобострастие к Надир-шаху и особое усердие в ограблении собственного народа.
Надир был намерен установить контроль над Индией с помощью своего нового вассала, Мухаммад Шаха, и дал понять, что намерен сохранить его на престоле. Он также издал указ о преследовании гражданских лиц, посягающих на жизнь персидских солдат, чтобы поддержать порядок в городе. Надир нашёл аристократию Моголов мягкой и слабой. В разговоре с министром Моголов шах поинтересовался, сколько женщин он имел в своём гареме. Министр ответил, что 850, на что Надир язвительно заметил, что добавит ещё 150 рабынь и даст ему ранг Минбаши — командира тысячи. 21 марта Надир праздновал Навруз, персидский новый год, и многие генералы и офицеры получили подарки от чиновников Моголов.
Тем не менее, среди населения Дели стали распространяться слухи об убийстве Надиром Мухаммад Шаха. Когда вспыхнул слух об убийстве самого Надир-шаха, группа горожан собрались вокруг амбара, куда отряд персидских солдат был послан для переговоров о ценах на хлеб, и напала, убив пять персидских солдат. Это событие вызвало восстание, и группы гражданских лиц по всему городу атаковали персов. Когда весть об этом достигла Надира, он пренебрежительно заявил, что не верит этому, и солдаты всего лишь подыскивают предлог, чтобы разграбить город. Но после того, как он получил доклады о бунтах, Надир послал одного из своих слуг, чтобы проверить их. Он послал другого своего доверенного слугу, но оба были убиты толпой. Надир отправил тысячу солдат против бунтующих, но приказал им атаковать только тех, кто участвует в насилии.

### Восстание и разграбление Дели
Восстание в Дели получило более мощный импульс, когда посланные Надиром для наведения порядка солдаты попали под огонь из ружей и стрел. Многочисленные изолированные контингенты персидской армии были атакованы в разных точках Дели в ту же ночь. Утром 22 марта Надир выехал из дворца и направился в сторону мечети Ровшан-од-Доуле. По пути он едва не погиб: выстрелом из соседнего здания был убит один из его офицеров, следовавших рядом. После этого на крыши мечети Надир осмотрел бунтующий город и приказал своим людям входить во все районы, где персидские солдаты были убиты, и не оставлять никого в живых. Он поднял меч, дав сигнал началу бойни.
Три тысячи солдат вышли из двора мечети и начали жуткую резню. Надир-шах «сидел с мечом в руке, одетый в торжественные одежды, погруженный в меланхолию и глубокую задумчивость. Ни один человек не осмеливался нарушить его молчание». Вскоре город заволокло дымом. Сопротивление горожан было слабым, и большинство людей были убиты без каких-либо боевых действий. Многие мужчины были задержаны и доставлены в реке Джмуна, где все они были обезглавлены. Солдаты врывались в дома и убивали всех жителей, грабили имущество и поджигали дома. Убийства и грабежи были столь жуткими, что многие горожане покончили с собой, не дожидаясь издевательств и казни.
Одними из наиболее важных дворян Моголов, которые были вовлечены в подстрекательство к восстанию, были Сейед Ниаз Хан и Шахнаваз Хан. Нияз Хан и небольшая группа его последователей атаковала небольшую группу персидских солдат, размещённых за пределами своего лагеря, и убила их всех. Затем он присоединился к Шахнаваз Хану и напал на конюшню, в которой Надир содержал всех захваченных индийских боевых слонов. Конюшни были захвачены, и двоим слонам даже удалось вырваться из города. Персидские солдаты ворвались в конюшни, пленили Нияз Хана и Шахнаваз Хана и несколько сотен их последователей. Все они были доставлены к Надиру и казнены на месте. Пощадили только женщин, большинство из которых, вероятно, были изнасилованы.
Резня, которая началась поздно вечером, продолжались до рассвета следующего дня, когда Надир послал своих офицеров и посланников провозгласить конец бойни. Быстрота прекращения насилия была удивительной, и многие современные комментаторы выразили своё восхищение строгой дисциплиной армии Надира. Несмотря на то, что убийства продолжались всего несколько часов, число погибших было огромным: не менее 30000 мужчин, женщин и детей погибли от рук персидских солдат. После завершения этого самого кровавого эпизода в истории Дели чиновники Надира начали собирать налоги, и некоторые из них были также разосланы в окрестности Дели, чтобы сделать то же самое.
Надир послал 1000 кавалеристов в каждый район города, чтобы обеспечить сбор налогов. Но, пожалуй, самые большие богатства были получены в сокровищницах столицы династии Моголов. Персы увезли с собой Павлиний трон, ставший символом персидской имперской мощи. Среди других драгоценностей были бриллианты Кохинур и Дерианур. Общая стоимость сокровищ, награбленных персами, составляла порядка 700 млн рупий. Это было примерно эквивалентно 90 млн фунтов стерлингов или нынешним 8,2 млрд фунтов стерлингов.
На данном этапе император Моголов вынужден был подписать целый ряд договоров, которые привели к дальнейшему разорению его царства. Все земли к западу от Инда были переданы Персидской империи. Надир также стремился установить брачные узы между двумя династиями и организовал браки своих сыновей и генералов, а также свой собственный. Получив все богатства, что он желал, Надир стал готовился к отъезду.
Персидские войска покинули Дели в начале мая 1739 года, взяв с собой тысячи слонов, лошадей и верблюдов, загруженных трофеями. Сокровищ было так много, что Надир отменил налогообложение в Персии на ближайшие три года после возвращения.
Персидское войско двинулось на север в сторону Гиндукуша. Местные губернаторы являлись к Надиру на аудиенции с подарками и уверениями в своей лояльности новому сюзерену, кроме одного. Худаяр Хан, губернатор провинции Синд, рассчитывал, что Надир уже достаточно награбил, и потому считал себя в безопасности. Худаяр Хан полагал, что Надир не будет пересекать горные районы Гиндукуша ради того, чтобы атаковать его, но ошибся.

## Последствия
Кампания Надир-шаха против империи Моголов спровоцировала османского султана Махмуда I начать турецко-персидскую войну (1743—1746), в которой Мухаммад Шах тесно сотрудничал с османами вплоть до своей смерти в 1748 году.
Победа Надир-шаха против разваливающейся империи Моголов на Востоке означала, что он мог позволить себе обратиться к Западу, против османов. Вместе с тем успех индийской кампании Надира имел и другое важное последствие. Он убедил другого иностранного захватчика, английскую Ост-Индскую компанию, в крайней слабости империи Моголов и побудил его попытаться заполнить вакуум власти на полуострове.